# Name of Love
Singles de Jean-Roch
I'm Alright
(2011)
Singles par Pitbull
Rock the Boat
(2011) Back in Time
(2012)
Singles par Nayer
Suave (Kiss Me)
(2011)
Name of Love est une chanson du DJ français Jean-Roch en collaboration vocal avec le rappeur Pitbull et de la chanteuse Nayer. Le single produit par RedOne est sorti le 10 février 2012 sous le label John-Roch Records. Le clip vidéo sort le 25 mars 2012 sur le site de partage YouTube sur le compte de Jean-Roch.

## Crédits et personnels
- Jean-Roch – Producteur, voix
- Armando C. Perez – voix, auteur-compositeur
- Nayer - voix
- RedOne - Producteur
- John Mamann - auteur-compositeur
- Jean Claude Sindre - auteur-compositeur
- Yohanne Simon - auteur-compositeur
- Teddy Sky - auteur-compositeur

## Liste des pistes
| 1. | Name of Love (featuring Pitbull et Nayer) | 3:25 |

## Classement hebdomadaire
| Classement (2012)               | Meilleure position |
| ------------------------------- | ------------------ |
| Belgique (Wallonie Ultratip 50) | 15                 |
| France (SNEP)                   | 49                 |
| France (Club 40)                | 20                 |